# Cornelis den Tex (1739-1826)
Cornelis den Tex (Buren, 9/17 juni 1739 - Velsen, 29 augustus 1826) was een Nederlands schepen van Tilburg.

## Familie
De voorouders van Den Tex woonden in het Gelderse Culemborg. Zijn vader vestigde zich als gortmolenaar in Buren. Cornelis den Tex was zoon van Cornelis Aertsz. den Tex en diens tweede vrouw Jacoba Margaretha van Erichem (1708-1805). 
Den Tex trouwde op 23 juli 1786 te Tricht met Anna Albertine van Nieuwenhoven uit Dirksland. Zij overleed in 1789. Hij hertrouwde op 27 oktober 1793 in Tilburg met Jacoba Amolda Tusselman uit Loon op Zand.
Den Tex was de vader van Cornelis Anne den Tex (1795-1854) en grootvader van Cornelis Jacob Arnold den Tex (1824-1882), burgemeester van Amsterdam en stamvader van de adellijke tak Den Tex.

## Loopbaan
Den Tex was tot 1787 woonachtig in het Gelderse Tricht, in het voormalige graafschap Buren. Om politieke redenen verhuisde hij naar het Brabantse Tilburg. In deze plaats werd hij pachter der gemene middelen, dat wil zeggen rechthebbende om impost (belasting) te innen. In 1793 werd Den Tex benoemd tot schepen van Tilburg.
Het nog dorpse Tilburg was het brandend middelpunt van de revolutie in Staats-Brabant. In 1795 werd Den Tex samen met Pieter Vreede gekozen tot Provisioneel representant van het volk van Bataafs-Brabant en lid van het Comité van algemeen welzijn. Binnen dit comité was hij samen met Vreede afwisselend voorzitter en secretaris. 
In 1796 kreeg Den Tex te maken met een toenemende scheiding der geesten in de stad. Behoudende katholieke families -met connecties in de zuidelijke Nederlanden- keerden zich tegen de vrijzinnige, revolutiegezinde  katholieken die meenden dat zij als burgers met protestanten konden optrekken. Op beschuldiging van het verstoren van de kiesvergadering van de municipaliteit kwam Den Tex korte tijd in een Bossche gevangenis vast te zitten, samen met de commandant van de gewapende burgerij van Tilburg. Landdrost Adriaan van der Willigen kreeg het verwijt niet te hebben opgetreden tegen de ordeverstoringen van zijn vrienden. De werkelijke macht leek niet langer bij het gemeentebestuur te liggen.
In 1797 werd Den Tex dan toch benoemd tot lid van de Provinciale Vergadering van Brabant en maakte hij korte tijd deel uit van het departementaal bestuur van Bataafs-Brabant, waarvoor hij naar 's-Hertogenbosch verhuisde. Vanwege zijn gematigde standpunten werd hij echter onvoldoende geschikt geacht voor deze functie en keerde hij terug naar Tilburg.
Den Tex overleed in 1826 op 87-jarige leeftijd op Beeckestijn, het buitenverblijf van zijn zoon nabij de Noord-Hollandse plaats Velsen.